# Acroria
Acroria is een geslacht van vlinders van de familie uilen (Noctuidae), uit de onderfamilie Hadeninae.

## Soorten
- A. chloegrapha Hampson, 1908
- A. postalbida Dyar, 1914
- A. terens Walker, 1857